# 야마모토정 (가가와현)
야마모토정(일본어: 山本町)은 일본 가가와현 미쓰토요시에 존재하는 지구이며, 또한 과거 가가와현 미토요군에 있던 정이다. 이 기사에서는 자치체 시대의 야마모토쵸, 현재의 미토요시 야마모토지구(야마모토지소 관내) 양쪽에 대해 기술한다.

## 지리
가가와현의 서부에 꺽은 듯한 외형으로 북동 및 남쪽으로 가늘고 길게 펼쳐져 있었다.

## 역사
- 1955년 4월 1일 - 쓰지촌, 고우치촌, 사이타오노촌, 고다촌이 합병해 야마모토촌이 되었다.
- 1957년 11월 3일 - 정으로 승격해 야마모토정이 되었다.
- 2006년 1월 1일 - 니오정, 사이타정, 도요나카정, 다카세정, 다쿠마정, 미노정과 합병해 미토요시가 되었다.

## 교통

### 철도
- 철도노선은 다니지 않는다.

### 도로
- 국도 제377호선 (일본)(일본어판)

## 참고 문헌
- 角川日本地名大辞典編纂委員会, 『角川日本地名大辞典 43 香川県』, 1985, 角川書店